# Георги Моаджирчето
Георги Даутев, наричан Мо(х)аджирчето или Мо(х)аджира, е български революционер, деец на Вътрешната македоно-одринска революционна организация.

## Биография
Георги Моаджирчето е роден в сярското село Димитрич, тогава в Османската империя, днес Димитрици, Гърция. Остава без образование. В 1900 година става четник в четата на Атанас Тешовалията, а по-късно е в четите на Георги Радев, Георги Скрижовски и Яне Сандански. Става самостоятелен мелнишки войвода. Загива в сражение с османски войски на 19 март 1906 година между мелнишките села Джигурово и Поленица.